# Prêmio Arthur L. Schawlow de Física do Laser
O Prêmio Arthur L. Schawlow de Física do Laser (em inglês: Arthur L. Schawlow Prize in Laser Science) é um prêmio de física concedido anualmente desde 1991 pela American Physical Society. O laureado é selecionando "por contribuição excepcional à pesquisa básica que utiliza laser no avanço ou conhecimento das propriedades físicas fundamentais da matéria e sua interação com a luz". É nomeado em memória de Arthur Leonard Schawlow (1921–1999), pioneiro do laser e Nobel de Física em 1981. Seu valor financeiro atual é de 10 mil dólares.

## Laureados[1]
- 1991 Peter Sorokin
- 1992 Yuen-Ron Shen
- 1993 John Lewis Hall
- 1994 Steven Chu
- 1995 Richart E. Slusher
- 1996 Theodor Hänsch
- 1997 Charles Vernon Shank e Erich Ippen
- 1998 William Daniel Phillips
- 1999 Carl Wieman
- 2000 Richard Zare
- 2001 David Wineland
- 2002 Stephen E. Harris
- 2003 David Pritchard
- 2004 Federico Capasso
- 2005 Marlan Scully
- 2006 Paul Corkum
- 2007 Szymon Suckewer
- 2008 James Bergquist
- 2009 Robert Warren Field
- 2010 Henry C. Kapteyn e Margaret M. Murnane
- 2011 Jorge Rocca
- 2012 Michael David Fayer
- 2013 Robert Alfano
- 2014 Mordechai Segev
- 2015 Christopher Monroe
- 2016 Robert William Boyd
- 2017 Louis F. DiMauro
- 2018 Gérard Albert Mourou
- 2019 Steven T. Cundiff